# Уједињена Арапска Република
Уједињена Арапска Република (скраћено УАР) је била држава која се састојала од данашњег Египта и Сирије.
Основана је 22. фебруара 1958. године и трајала је све до 28. септембра 1961. године када се та државна творевина опет поделила на Египат и Сирију, са тим да је Египат наставио још неко време да користи заставу УАР-а. Председник владе је био Гамал Абдел Насер.